# 馬金山温泉
馬金山温泉（まかねやまおんせん、マグムサンオンチョン、朝: 마금산온천）は、大韓民国の慶尚南道昌原市義昌区北面にある温泉。昌原市の北部に位置する。

## 概要
ホテル、運動施設、プール、露天風呂を完備した温泉施設があるほか、湯治を目的とした療養温泉施設もある。道内唯一の保養温泉地として知られている。

## 歴史
馬金山温泉の記録は李氏朝鮮時代の書物、朝鮮王朝実録で言及されているが、温泉として機能するようになったのは1927年のことであった。
当時の馬山都立医院長が泉源を発見したことで、徐々に温泉開発が行われるようになった。

## 泉質
- 弱アルカリ性食塩泉
  - 泉温：57℃
  - ナトリウム、鉄、カルシウム、ラジウムなどの20種類の鉱物を含む。

## 交通
- 韓国鉄道公社昌原駅より馬山市外バスターミナルまでバス利用。
  - 馬山駅近くの馬山市外バスターミナルで乗り換え。馬山市外バスターミナルより、バスで50分。